# Ungersk stjärnlök
Ungersk stjärnlök (Ornithogalum pyramidale) är en sparrisväxtart som beskrevs av Carl von Linné. Enligt Catalogue of Life ingår Ungersk stjärnlök i släktet stjärnlökar och familjen sparrisväxter, men enligt Dyntaxa är tillhörigheten istället släktet stjärnlökar och familjen sparrisväxter. Arten förekommer tillfälligt i Sverige, men reproducerar sig inte. Inga underarter finns listade i Catalogue of Life.

## Bildgalleri

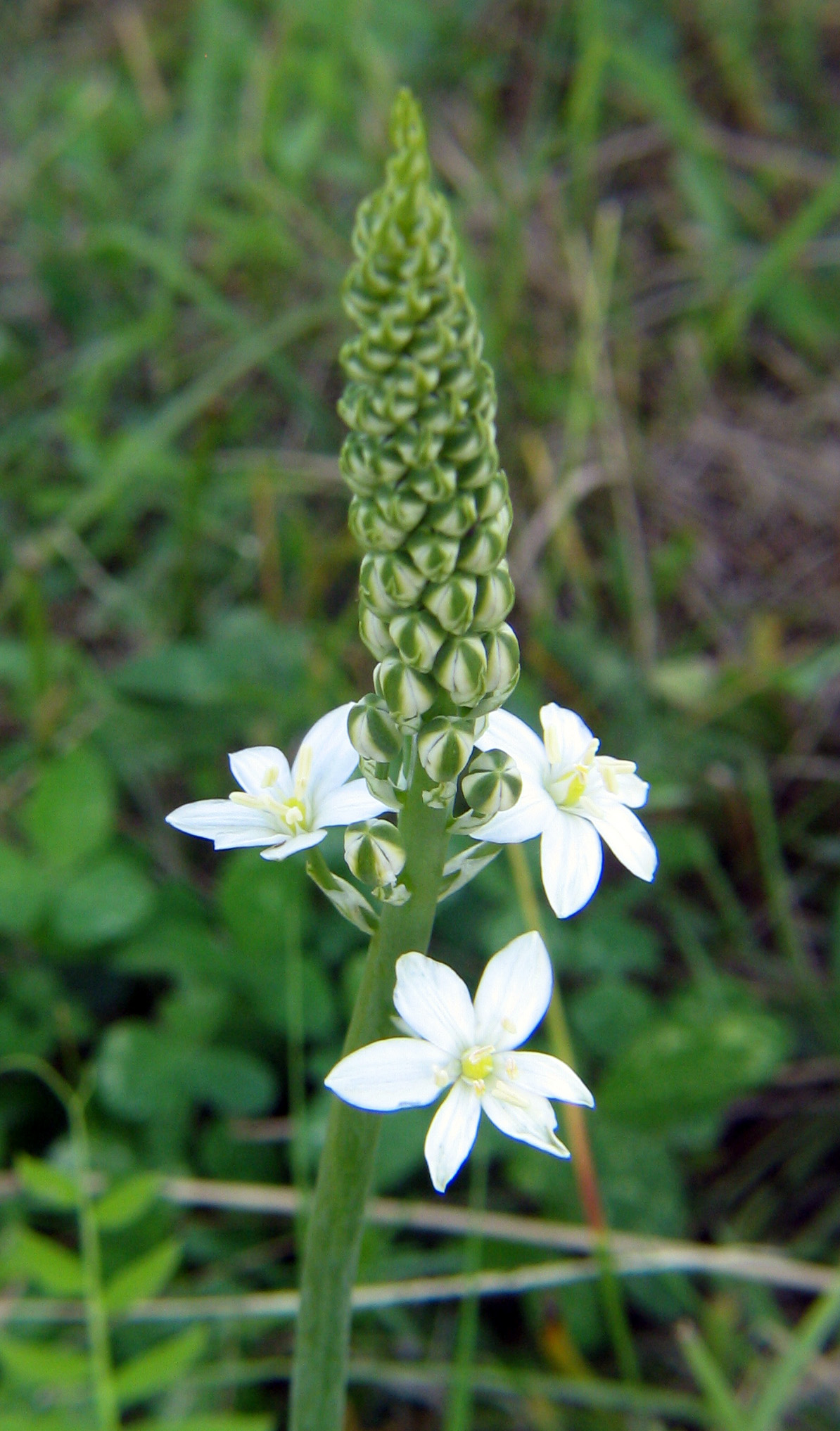